# Апостольский викариат Нуфло-де-Чавеса
Апостольский викариат Нуфло-де-Чавеса (лат. Vicariatus Apostolicus Niuflensis) — апостольский викариат Римско-Католической Церкви с центром в городе Консепсьон, Боливия. Апостольский викариат Нуфло-де-Чавеса подчиняется непосредственно Святому Престолу. Кафедральным собором апостольского викариата Нуфло-де-Чавеса является церковь Непорочного Зачатия Пресвятой Девы Марии.

## История
13 декабря 1951 года Римский папа Пий XII издал буллу «Ne sacri Pastores», которой учредил апостольский викариат Нуфло-де-Чавеса, выделив его из апостольского викариата Чикитоса (сегодня — епархия Сан-Игнасио-де-Веласко).

## Ординарии
- епископ Jorge Kilian (Chiliano) Pflaum, O.F.M.[1] (16.11.1953 — 18.09.1971);
- епископ Antonio Eduardo Bösl, O.F.M. (18.12.1972 — 13.10.2000);
- епископ Bonifacio Antonio Reimann Panic, O.F.M. (с 31 октября 2001 года).